# Tubavion
Le Tubavion est un avion expérimental biplace, monoplan à aile parasol, construit en France au début du XXe siècle par Charles Ponche et Maurice Primard. Il a effectué son premier vol en mars 1912. Un seul exemplaire fut construit, mais cet appareil est important dans l’histoire de l’aviation, car il est le premier appareil au monde entièrement construit en métal.